# Залужанский сельский совет (Збаражский район)
Залужанский сельский совет (укр. Залужанська сільська рада) — входит в состав
Збаражского района
Тернопольской области
Украины.
Административный центр сельского совета находится в 
с. Залужье.

## История
- 1940 — дата образования.

## Населённые пункты совета
- с. Залужье
- с. Ивашковцы
- с. Лески